# 陈传璋
陈传璋（1903年—1989年），男，安徽怀宁人，中国数学家、数学教育家，曾任复旦大学数学系系主任、教授，中国数学会理事。